# Косинський Володимир Іванович
Косинський Володимир Іванович (26 лютого 1945 — 14 липня 2011) — російський плавець.
Призер Олімпійських Ігор 1968 року, учасник 1964, 1972 років.